# Ябіру неотропічний
Ябіру неотропічний (Jabiru mycteria) — вид птахів родини лелекових (Ciconiidae).

## Поширення
Вид поширений в Центральній і Південній Америці від Мексики до Аргентини. Відсутній у регіонах західніше Анд. Трапляється у відкритих регіонах з наявністю високих дерев.

## Опис
Великий птах, заввишки 122—140 см, розмахом крил 230—280 см і вагою до 8 кг. Дзьоб завдовжки до 30 см, чорного кольору, широкий та міцний, трохи завернутий вгору, а закінчується загостреним кінцем. Оперення біле, але голова та верхня частина шиї неоперені та чорного кольору. На горлі є надувний неоперений мішок червоного кольору.

## Спосіб життя
Ябіру живуть великими групами біля річок та ставків. Живляться великою кількістю риби, молюсків та земноводних; іноді в раціон входять плазуни і дрібні ссавці. Гніздо з сухих гілок будує на високому дереві. На одному дереві може бути до шести гнізд. Гніздо використовується декілька років поспіль. Сезон розмноження починається у серпні-вересні (у південній півкулі). У кладці 2-5 яєць.